# Sawang Rambot
Sawang Rambot is een bestuurslaag in het regentschap Aceh Barat van de provincie Atjeh, Indonesië. Sawang Rambot telt 345 inwoners (volkstelling 2010).